# Šimun Vosić
Šimun Vosić (também Simone Vossich) (falecido em agosto de 1482) foi um prelado católico romano que serviu como arcebispo (título pessoal) de Capodistria de 1473 a 1482, arcebispo titular de Patrae de 1473 a 1482 e arcebispo de Bar de 1461 a 1473.

## Biografia
No dia 26 de outubro de 1461, foi nomeado Arcebispo de Bar durante o papado de Pio II. A 26 de novembro de 1473, foi nomeado durante o papado de Sisto IV como Arcebispo (Título Pessoal) de Capodistria e Arcebispo Titular de Patrae. Serviu como Arcebispo de Capodistria até à sua morte em agosto de 1482.